# روبرت فليتشير (مصمم أزياء تقليدية)
روبرت فليتشير (بالإنجليزية: Robert Fletcher)‏ هو مصمم أزياء تقليدية أمريكي، ولد في 23 أغسطس 1922 في سيدار رابيدز في الولايات المتحدة.

## وصلات خارجية
- روبرت فليتشير على موقع IMDb (الإنجليزية)
- روبرت فليتشير على موقع قاعدة بيانات برودواي على الإنترنت (الإنجليزية)
- روبرت فليتشير على موقع قاعدة بيانات الفيلم (الإنجليزية)